# Berliner Fußballmeisterschaft 1912/13
Die Berliner Fußballmeisterschaft 1912/13 war die zweite unter dem Verband Brandenburgischer Ballspielvereine (VBB) ausgetragene Berliner Fußballmeisterschaft. Die Meisterschaft wurde in dieser Saison in einer Gruppe mit zehn Mannschaften im Rundenturnier mit Hin- und Rückspiel ausgetragen. Am Ende konnte der Berliner TuFC Viktoria die Meisterschaft gewinnen und qualifizierte sich somit für die deutsche Fußballmeisterschaft 1912/13. Nach einem 6:1-Sieg gegen SV Prussia-Samland Königsberg erreichte Viktoria das Halbfinale, bei dem gegen den späteren deutschen Fußballmeister VfB Leipzig mit 1:3 verloren wurde.

## Abschlusstabelle
| Pl. | Verein                 | Sp. | S  | U | N  | Tore    | Quote | Punkte |
| --- | ---------------------- | --- | -- | - | -- | ------- | ----- | ------ |
| 1.  | Berliner TuFC Viktoria | 18  | 14 | 1 | 3  | 062:280 | 2,21  | 29:70  |
| 2.  | Berliner BC 03         | 18  | 13 | 1 | 4  | 052:230 | 2,26  | 27:90  |
| 3.  | BFC Hertha 1892        | 18  | 11 | 2 | 5  | 050:320 | 1,56  | 24:12  |
| 4.  | Vorwärts 90 Berlin     | 18  | 10 | 3 | 5  | 054:340 | 1,59  | 23:13  |
| 5.  | BTuFC Britannia 1892   | 18  | 8  | 3 | 7  | 049:360 | 1,36  | 19:17  |
| 6.  | BTuFC Union 1892       | 18  | 7  | 2 | 9  | 034:390 | 0,87  | 16:20  |
| 7.  | Minerva 93 Berlin      | 18  | 6  | 2 | 10 | 032:390 | 0,82  | 14:22  |
| 8.  | BFC Preußen (M)        | 18  | 5  | 4 | 9  | 034:390 | 0,87  | 14:22  |
| 9.  | SC Tasmania Neukölln   | 18  | 3  | 4 | 11 | 030:650 | 0,46  | 10:26  |
| 10. | BTuFC Alemannia 90     | 18  | 1  | 2 | 15 | 018:800 | 0,23  | 04:32  |

| (M) | Titelverteidiger |